# Фехтування на літніх Олімпійських іграх 2016
Олімпійський турнір з фехтування 2016 року пройшли в рамках XXXI Олімпійських ігор у Ріо-де-Жанейро, Бразилія, з 6 серпня по 14 серпня 2016 року. На турнірі розіграли десять комплектів нагород у шести індивідуальних першостях та чотирьох командних. Міжнародна федерація фехтування намагалася включити у програму ігор ще дві командні першості з фехтування, але Міжнародний олімпійський комітет не погодився розширити фехтувальну програму ігор. На цих іграх за чергою були відсутні чоловічі командні змагання шаблістів та жіночі командні змагання рапіристок.

## Календар
| Дата →   | Сб 6                      | Нд 7                       | Пн 8                      | Вт 9                      | Ср 10                      | Чт 11                     | Пт 12                     | Сб 13                     | Нд 14                     |
| Чоловіки |                           | Рапіра. Особиста першість. |                           | Шпага. Особиста першість. | Шабля. Особиста першість.  |                           | Шабля. Командна першість. |                           | Шпага. Командна першість. |
| Жінки    | Шпага. Особиста першість. |                            | Шабля. Особиста першість. |                           | Рапіра. Особиста першість. | Шпага. Командна першість. |                           | Шабля. Командна першість. |                           |
| -------- | ------------------------- | -------------------------- | ------------------------- | ------------------------- | -------------------------- | ------------------------- | ------------------------- | ------------------------- | ------------------------- |

## Країни, що кваліфікувались
- Австрія  (1)
- Азербайджан  (1)
- Алжир  (2)
- Аргентина  (1)
- Бельгія  (1)
- Бенін  (1)
- Білорусь  (1)
- Бразилія  (13)
- Болгарія  (1)
- Велика Британія  (3)
- Венесуела  (6)
- В'єтнам  (4)
- Гонконг  (3)
- Греція  (2)
- Грузія  (1)
- Естонія  (4)
- Єгипет  (7)
- Ізраїль  (1)
- Іран  (2)
- Італія  (14)
- Казахстан  (1)
- Канада  (5)
- Китай  (11)
- Колумбія  (2)
- Кот-д'Івуар  (1)
- Куба  (1)
- Незалежні олімпійські атлети  (1)
- Ліван  (1)
- Марокко  (1)
- Мексика  (7)
- Нідерланди  (1)
- Німеччина  (4)
- Панама  (1)
- Південна Корея  (14)
- Польща  (4)
- Румунія  (5)
- Росія  (16)
- Саудівська Аравія  (1)
- Сенегал  (1)
- США  (14)
- Туніс  (5)
- Туреччина  (1)
- Угорщина  (9)
- Україна  (10)
- Франція  (15)
- Чехія  (2)
- Швейцарія  (4)
- Японія  (6)

## Медалі

### Загальний залік
| Місце  | Країна         | Золото | Срібло | Бронза | Загалом |
| ------ | -------------- | ------ | ------ | ------ | ------- |
| 1      | Росія          | 4      | 1      | 2      | 7       |
| 2      | Угорщина       | 2      | 1      | 1      | 4       |
| 3      | Італія         | 1      | 3      | 0      | 4       |
| 4      | Франція        | 1      | 1      | 1      | 3       |
| 5      | Південна Корея | 1      | 0      | 1      | 2       |
| 6      | Румунія        | 1      | 0      | 0      | 1       |
| 7      | США            | 0      | 2      | 2      | 4       |
| 8      | КНР            | 0      | 1      | 1      | 2       |
| 9      | Україна        | 0      | 1      | 1      | 2       |
| 10     | Туніс          | 0      | 0      | 1      | 1       |
| Всього | Всього         | 10     | 10     | 10     | 30      |

### Медалісти
Чоловіки
| Дисципліна                | Золото                                                                    | Срібло                                                                   | Бронза                                                                         |
| ------------------------- | ------------------------------------------------------------------------- | ------------------------------------------------------------------------ | ------------------------------------------------------------------------------ |
| Шпага, особиста першість  | Пак Сан Йон (KOR)                                                         | Геза Імре (HUN)                                                          | Готьє Грюм'є (FRA)                                                             |
| Рапіра, особиста першість | Даніеле Гароццо (ITA)                                                     | Александер Массіалас (USA)                                               | Тимур Сафін (RUS)                                                              |
| Рапіра, командна першість | Росія (RUS) Тимур Сафін Артур Ахматхузін Олексій Черемісінов              | Франція (FRA) Жеремі Кадо Енцо Лефор Ерван Ле Пешу Жан-Поль Тоні Елісе   | США (USA) Майлз Чемлі-Вотсон Рейс Імбоден Александер Массіалас Герек Мейнгардт |
| Шабля, особиста першість  | Сіладьї Арон (HUN)                                                        | Деріл Гомер (USA)                                                        | Кім Джон Хван (KOR)                                                            |
| Шпага, командна першість  | Франція · Готьє Грум'є · Яннік Борель · Даніель Жеран · Жан-Мішель Люсані | Італія · Енріко Гароццо · Марко Фічера · Паоло Піццо · Андреа Сантареллі | Угорщина · Петер Шомфай · Імре Геза · Божко Габор · Андраш Редлі               |

Жінки
| Дисципліна                | Золото                                                                 | Срібло                                                                    | Бронза                                                                      |
| ------------------------- | ---------------------------------------------------------------------- | ------------------------------------------------------------------------- | --------------------------------------------------------------------------- |
| Шпага, особиста першість  | Емеше Сас (HUN)                                                        | Росселла Ф'ямінго (ITA)                                                   | Сунь Івень (CHN)                                                            |
| Шпага, командна першість  | Румунія (ROU) Лоредана Діну Сімона Герман Сімона Поп Ана Марія Попеску | Китай (CHN) Хао Цзялю Сунь Івень Сунь Юйцзє Сюй Аньці                     | Росія (RUS) Ольга Кочнева Віолетта Колобова Тетяна Логунова Любов Шутова    |
| Рапіра, особиста першість | Інна Дериглазова (RUS)                                                 | Еліза ді Франциска (ITA)                                                  | Інес Бубакрі (TUN)                                                          |
| Шабля, командна першість  | Росія · Катерина Дяченко · Юлія Гаврилова · Яна Єгорян · Софія Велика  | Україна · Ольга Харлан · Аліна Комащук · Олена Кравацька · Олена Вороніна | США · Моніка Аксамит · Ібтіхадж Мухаммад · Дагмара Возняк · Маріель Загуніс |
| Шабля, особиста першість  | Яна Єгорян (RUS)                                                       | Софія Велика (RUS)                                                        | Ольга Харлан (UKR)                                                          |